# Hyposidra rufoochracea
Hyposidra rufoochracea är en fjärilsart som beskrevs av Rothschild 1915. Hyposidra rufoochracea ingår i släktet Hyposidra och familjen mätare. Inga underarter finns listade i Catalogue of Life.